# فروریختن خوابگاه مکه ۲۰۰۶ (میلادی)
فروریختن خوابگاه مکه ۲۰۰۶ (انگلیسی: 2006 Mecca hostel collapse) در مکه، عربستان سعودی در ۵ ژانویه ۲۰۰۶ رخ داد. یک خوابگاه (مسافرخانه) که زائران حجاج مسلمان در حال انجام حج در آن اقامت داشتند، فرو ریخت و ۷۶ نفر کشته و ۶۲ نفر زخمی شدند.